# شرانت-ماریتیم

شرانت-ماریتیم (به فرانسوی: Charente-Maritime) هفدهمین شهرستان فرانسه است . شهرستان شرانت-ماریتیم در ساحل غربی این کشور قرار دارد. این شهرستان زیرمجموعه ناحیه ناحیه آکیتن-لیموزن-پواتو-شارنت می‌باشد . مساحت این شهرستان  ۶٬۸۶۴ کیلومتر مربع و جمعیت آن ۶۰۵٬۴۱۰ نفر است. این شهرستان در زمان انقلاب فرانسه ساخته شد.

## نگارخانه

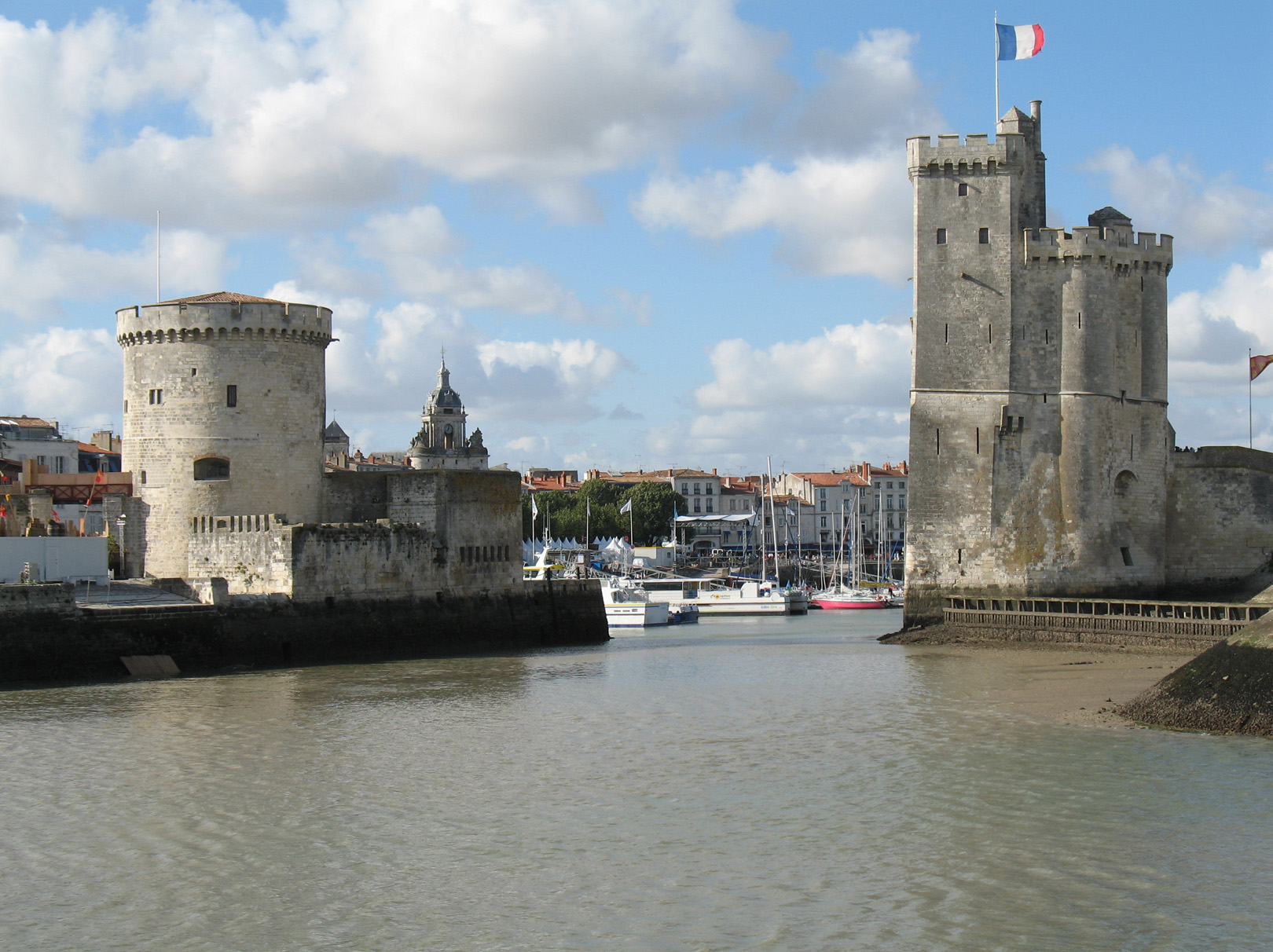
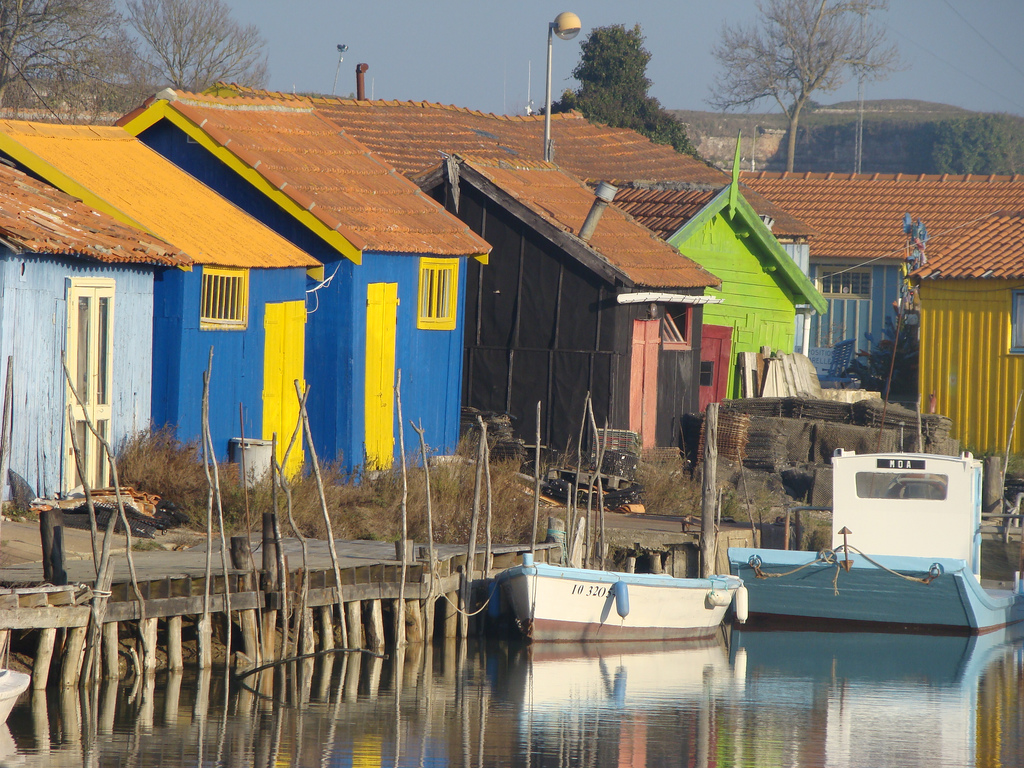
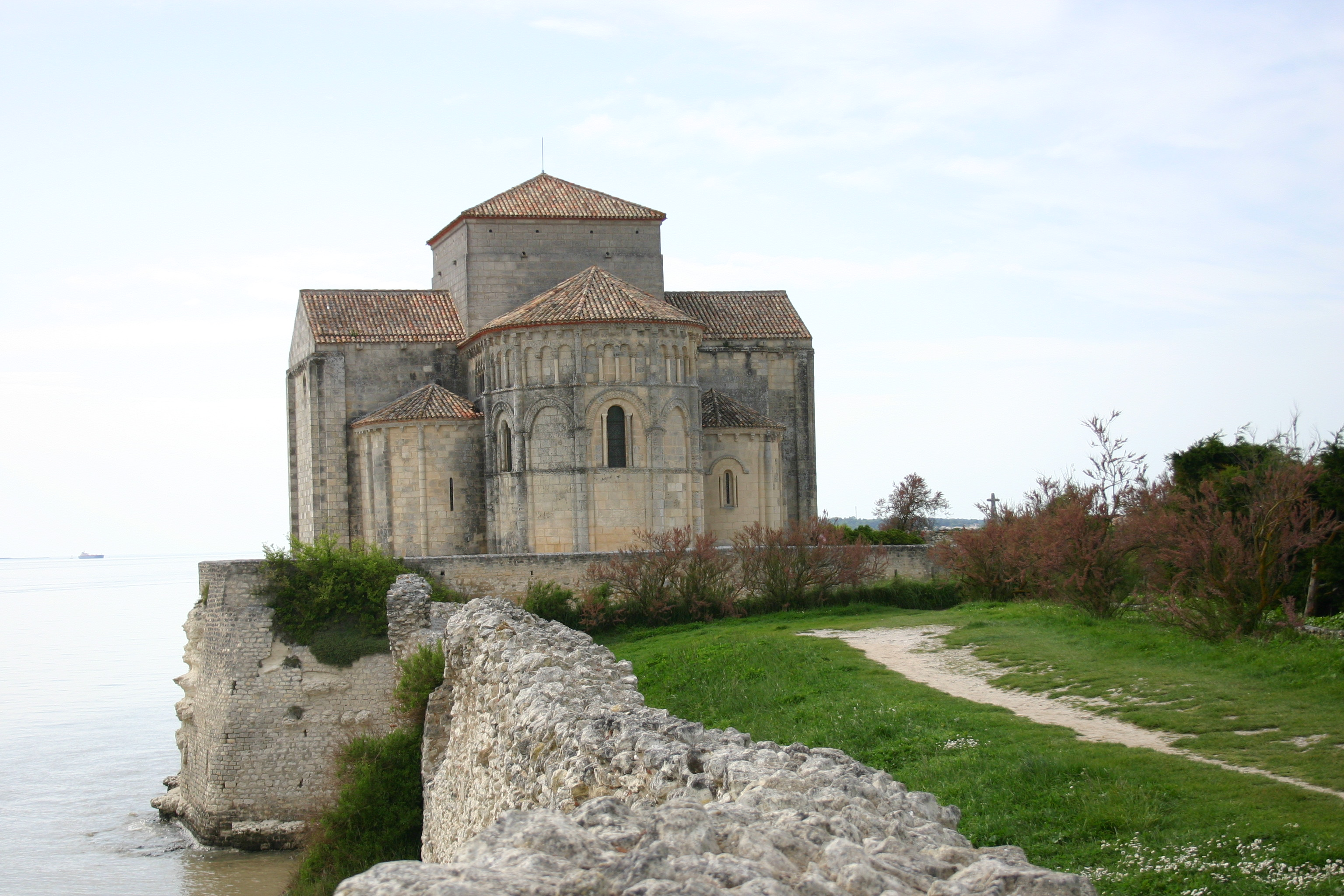
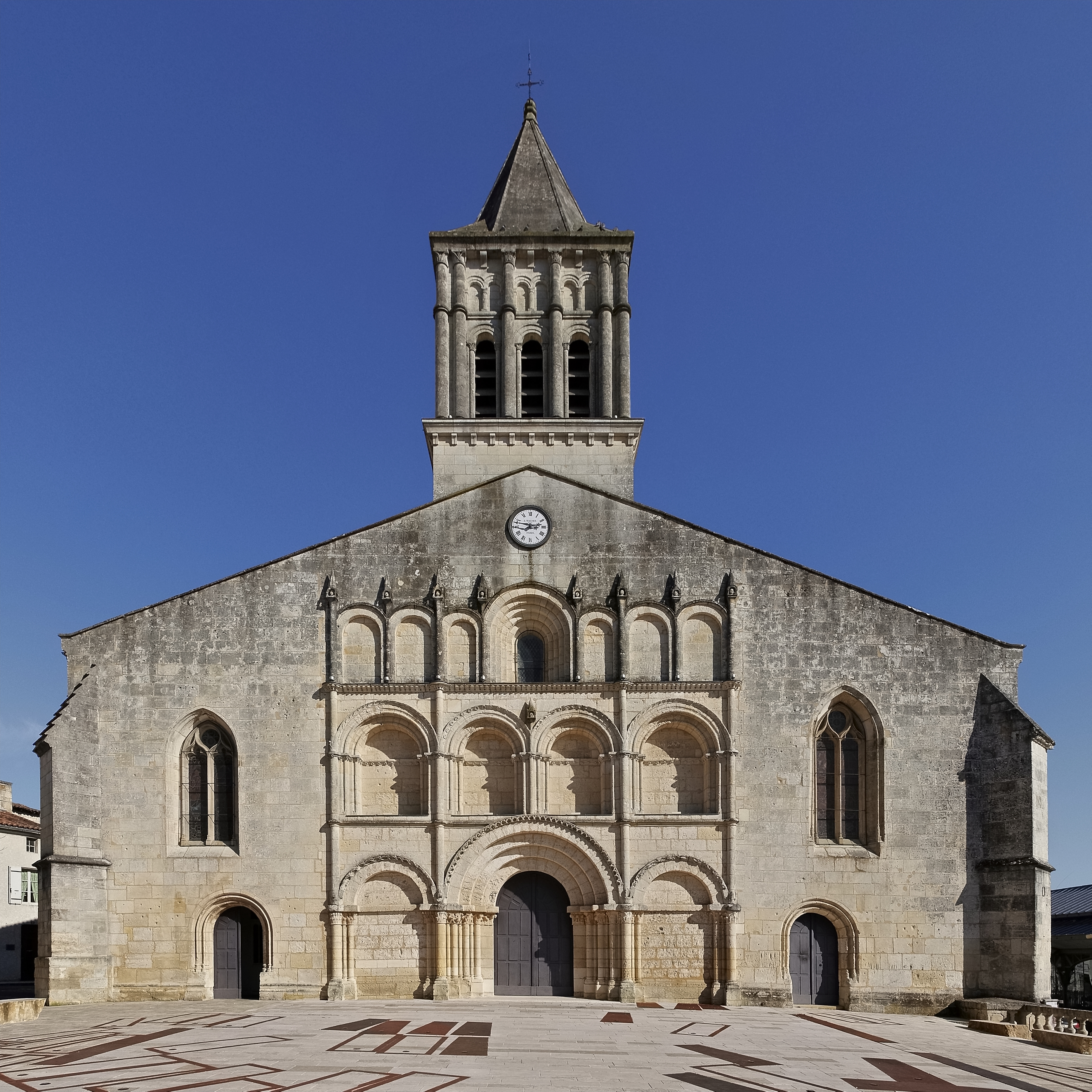
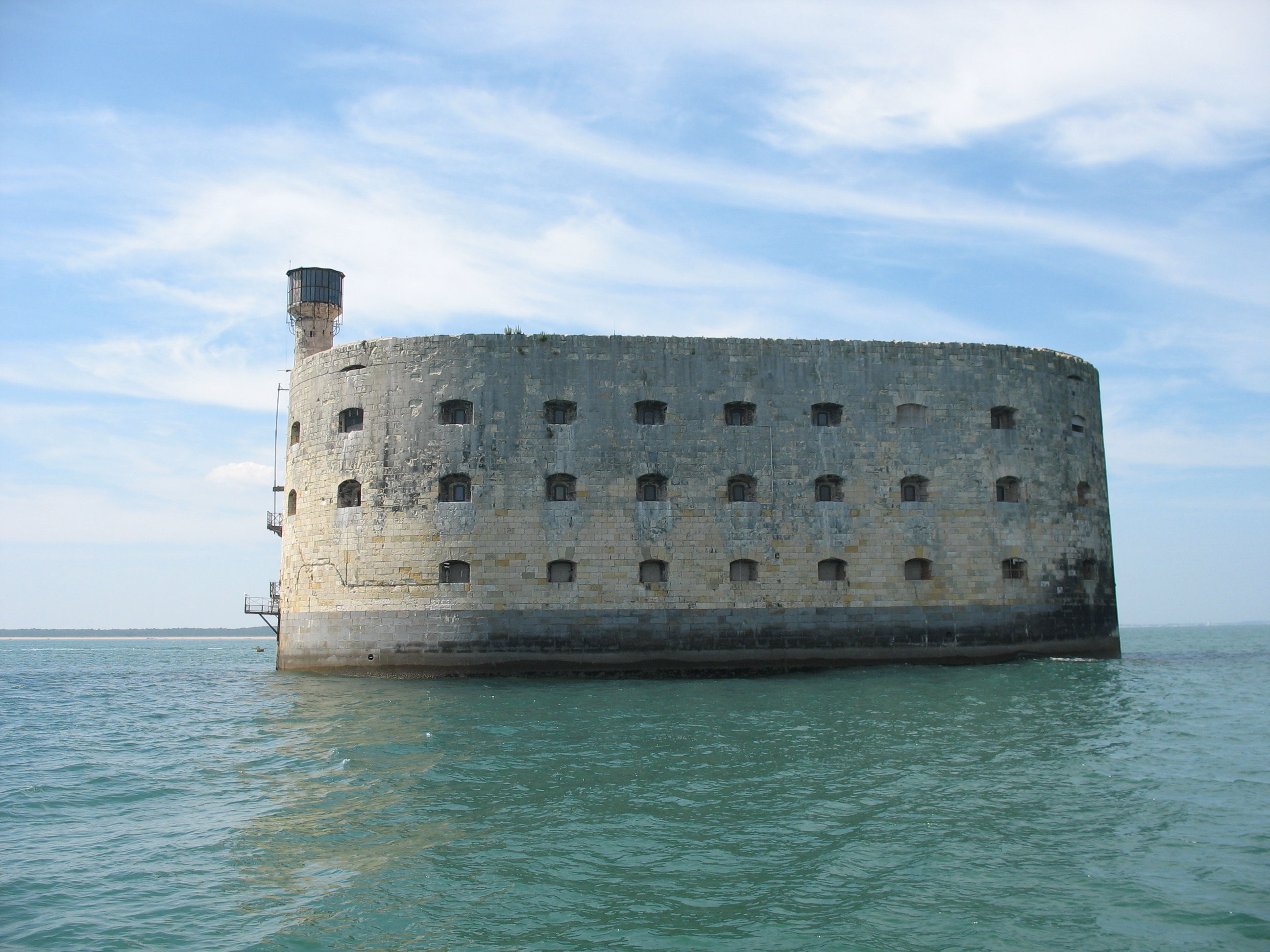
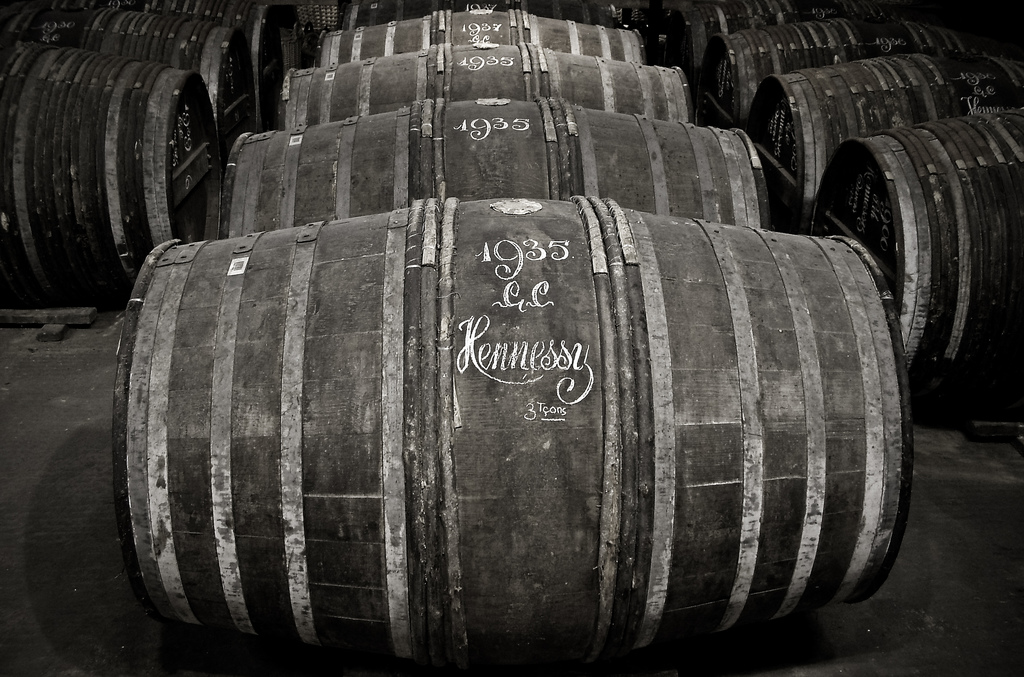